# Jörg Hindemith

Jörg Hindemith, Veranstaltungsplakat, vor 2020

Jörg Walter Rudolf Hindemith (* 1956 in Erfurt) ist ein deutscher Sänger, Komponist, Texter, Künstlerberater, Musikproduzent und Trauerredner.

## Leben
Jörg Hindemith, Sohn, eines Mannequins, ist mit dem Komponisten Paul Hindemith weitläufig verwandt. Erste musikalische Erfahrungen sammelte er in einer Schülerband an der Humboldt-Schule in Erfurt. Er nahm Gesangs- und Gitarrenunterricht und spielte in Amateurbands.
Er beendete seine Ausbildung als Projektierungsingenieur an der Fachhochschule Senftenberg, studierte auch an der Weimarer Musikhochschule und belegte  an der Jenaer Friedrich-Schiller-Universität das Fach Psychologie.
Hindemith wurde von Hartmut Schulze-Gerlach in dessen Talenteshow Sprungbrett entdeckt. Gerlach komponierte für Hindemith den Song Bitte, bitte Hanni, der 1983 als Single bei Amiga erschien und 46.000 Mal verkauft wurde.  Stilistisch stand seine Musik dem Rock ’n’ Roll nahe. Aufgrund seines Hüftschwunges und Tanzstiles wurde er mit Shakin Stevens verglichen und mit dem  Spitznamen „Zonen-Shaky“ belegt.
Das Album Jörg Hindemith wurde 1985 veröffentlicht und verkaufte sich über 200.000 Mal. Neben zahlreichen Auftritten im Deutschen Fernsehfunk erhielt er eine eigene Fernsehshow (Heute Abend Nr. 1), wurde dreimal mit dem „Silbernen Bong“ ausgezeichnet. Hindemith erhielt 1984 eine Goldmedaille beim Interpretenwettbewerb und gewann im gleichen Jahr das Internationale Schlagerfestival in Dresden.
Nach der politischen Wende in der DDR zog er sich aus dem öffentlichen Musikleben zurück und etablierte 1992 die Künstlerberatungs- und -vermittlungsagentur JWR Entertainment. 1999 gründete er mit seinem Freund Tommy Feiler die JTconnectionMusikproduktion (JTC MP). Erste Produktionen, wie für die Deutsche Post, legten den Grundstein für den Schwerpunkt ihrer gemeinsamen Tätigkeit. Fortan produzierten sie u. a. für Unternehmen wie Vorwerk, die Thüringer Eisenbahn oder das Reiseunternehmen Weltenbummler. Für die Rock/Klassik-Produktion Two Worlds im Auftrag der Erfurter Bahn erhielten Hindemith und Feiler 2002 den Herbert-Roth-Preis. Mit der Opernsängerin Christine Gogolin präsentierte Hindemith den Song u. a. als supporting act der US-amerikanischen Rockband Toto. 2003 wurde mit Kristin Link die Coverversion Cat’s groove des Titels Wild Cat Blues von Chris Barber veröffentlicht. Hindemith hatte vom Originalverlag die Genehmigung erhalten, den Hit mit eigenem Text und Musik herauszubringen.
Mit Zustimmung der US-amerikanischen Band Busboys  coverte Hindemith  The Boys are Back in Town als  The Voice is Back.
Hindemith und Feiler veröffentlichten eigene Produktionen als JTconnection  und traten gemeinsam auf. Für die Biathlon-Weltmeisterschaft 2004 in Oberhof komponierten, produzierten und sangen sie mit der Nationalmannschaft die Hymne We are on the Top. Hindemith schrieb das Buch und produzierte die Eröffnungsfeier der Weltmeisterschaft.
2008 hatten Hindemiths live-Programme Deutschland sucht Jörg Hindemith und Ich bin ein Ex-DDR-Schlagersänger Premiere.
Seit 2010 steht er mit den  Musikern des „Salopp-Orchesters“ bzw. dem „Trio Salopp“ auf der Bühne; seit 2018 mit der rockigen Tribute-Show Whatever You Want. Hindemith ist zudem als Trauerredner tätig.

## Diskografie

### LPs
- 1985: Jörg Hindemith (Amiga)

### Singles
- 1983: Bitte, bitte, Hanni / Ich habe irgendwas Gewisses (Amiga)
- 1984: Heut’ kommt Marie zurück / Ich leb gefährlich (Amiga)
- 1984: Rock’n’Roll-Party / Marylin Monroe (Amiga)
- 1996: Auch ein Engel hat mal
- 1999: Lassen Sie die Finger vom Rock
- 2011: Wir hassen Mambo Nr. 5

### CD
- 2008: The Voice Is Back
- 2008: dance `N grooves

### MP3-Download
- 2012: Fühlst du